# John Dominic Crossan
John Dominic Crossan, född 17 februari 1934, är en irländsk-amerikansk teolog och författare av populära böcker om kristendomen och Jesus. Hans huvudsakliga forskningsområden är den historiske Jesus, den antropologi som under antiken rådde i medelhavsområdet och de områden som skildras i Nya testamentet samt tillämpandet av postmoderna hermeneutiska metoder på Bibeln. Crossan tolkar mycket av det som evangelierna säger om Jesus som poetiska metaforer. Han är kanske mest känd som en av grundarna av Jesusseminariet.
Crossan är en framstående forskare inom fältet den historiske Jesus. Han och Burton Mack är viktiga företrädare för en icke-eskatologisk syn på Jesus, i motsats till den vanligare åsikten att han var en apokalyptisk eskatologisk profet. Modern forskning lägger större vikt vid de icke-kanoniska evangelierna än vad äldre forskning gjort, men Crossan går ännu längre och menar att några av de icke-kanoniska evangelierna är både äldre och viktigare än de kanoniska.
Crossans arbete är, sett genom den dogmatiska kristendomens ögon, kontroversiellt. Han menar att föreställningarna om Jesu återkomst är en förvanskning av Jesu budskap, och menar att Jesu gudomlighet ska förstås metaforiskt. Hans fokus ligger på det historiska sammanhanget för såväl Jesus liv och verk, som för hans lärjungars situation efter korsfästelsen. Han beskriver Jesu gärning som baserad på helande och gemensamma måltider, som ogiltigförklarade både den dåtida judendomens och det Romerska rikets sociala hierarkier.
Crossan har varit katolsk präst och munk men lämnade sin tjänst som präst 1969. För att inte behöva underkasta sig prästers åsikter om hans verk, så att de exempelvis skulle kunna neka honom nattvarden, är han inte längre aktiv i kyrkan.

## Biografi
Crossan föddes 1934 i staden Nenagh i countyt Tipperary på Irland. År 1950 gick han in i Servitorden och flyttade till USA, där han studerade inför sin prästvigning som ägde rum 1957. Han återvände till Irland, där han 1959 doktorerade i teologi vid Irlands nationella teologiska högskola St. Patrick's College i Maynooth. Han var sedan aktiv vid det påvliga Bibelinstitutet i Rom (Pontificio Istituto Biblico) i två år, där han studerade de bibliska språken, och studerade ytterligare två år 1965–1967 med fokus på arkeologi vid École Biblique i Jerusalem. Under denna tid reste han flitigt i länderna i närområdet, och undslapp Sexdagarskriget med bara ett par dagars marginal. 
Efter ett par år på amerikanska katolska universitet valde Crossan, efter sammanstötningar med amerikanska biskopar, att avsäga sig prästämbetet. Samma år gifte han sig samt fick anställning på DePaul University, ett katolskt universitet i Chicago, där han tillbringade 26 år med att undervisa baskurser i jämförande religionsvetenskap.
År 1985 grundade Crossan tillsammans med Robert Funk Jesusseminariet. Seminariet fick stor uppmärksamhet då det förde ut universitetsteologi till vanligt folk. Under de första tio åren var Crossan organisationens vice ordförande. 
Hans första fru dog 1983 av en hjärtattack. Han gifte om sig tre år senare. Efter sin pensionering har Crossan fortsatt skriva och föreläsa.